# 제독검
제독검(提督劍) 또는 장군검은 중국에서 유래한 검술로 16세기 임진왜란 때 사용되었다. 
이 기술은 예리한 검과 요도를 모두 사용해야 했다. 중국인은 베기 위해 한쪽 날이 있는 직도(직도)를 사용했고 찌르기 위해 양날 검(검)을 사용했었다. 14가지 기본자세로 이루어진 이 기술은 조선시대 무예신보에 처음으로 실렸다.

## 같이 보기
- 한국의 도검